# 물화
물화(物化, 독일어: Verdinglichung)는 사람과 사람 사이의 관계가 물건과 물건사이의 관계로 나타나는 것을 말한다. 카를 마르크스가 후기 저작(특히, 《자본론》)에서 사용한 개념으로 마르크스 자신은 단편적인 기술밖에 남기지 않았지만 루카치 죄르지에 의해 주목받게 되었다. 자본주의적 생산 관계 아래에서, 노동 상품은 재화, 화폐 및 자본의 형태를 취하며 따라서 실제 생산자와는 독립적이 된다. 이 과정을 상품과 생산자로부터의 생산자 소외라고도 한다. 물화와 같은 의미로 마르크스는 대상화(Versachlichung)라는 용어를 사용하기도 하였으며 대상화의 반대되는 의미를 인격화(Personifizierung)라고 불렀다. 루카치 죄르지에게 물화의 반대는 계급의식이다.
물화를 언급한 사상가들은 다음과 같다.
- 칼 마르크스 (Karl Marx) - 《자본론》 제1권
- 루카치 죄르지 (Georg Lukács) - 《역사와 계급의식》
- 테오도어 아도르노 (Theodor W. Adorno)
- 악셀 호네트 (Axel Honneth) - 《물화: 인정이론적 탐구》

## 같이 보기
- 객체화
- 카스트
- 카를 뢰비트